# Mihai Nicolescu
Mihai Nicolescu (n. 18 iunie 1942, Târgoviște, Dâmbovița, România) este un fost deputat român în legislatura 1996-2000, ales în județul Dolj pe listele partidului PDSR.